# 鳳仙花 (お笑い)
鳳仙花（ほうせんか）は、かつて松竹芸能で活動していた女性お笑いコンビ。2004年12月結成。2005年から2006年7月までトリオで活動。2009年9月解散。

## メンバー
- 沼田 由紀子（ぬまた ゆきこ、1978年4月26日 - 、ボケ役）
  - 京都府出身、身長152cm、体重73kg。スリーサイズはB110・W95・H110という太目の体形が特徴。血液型はB型。
  - かつては「だるまにあ」というコンビで活動していた。
  - ガチャピンをイメージしたようなパーカーを着ることが多い。
- 中村 佳子（なかむら よしこ、1978年6月12日 - 、ツッコミ役）
  - 滋賀県出身、身長160cm、体重46kg。スリーサイズはB78・W64・H80。血液型はB型。
  - 大阪NSC19期生であり、同期にジパング上陸作戦の加藤貴博、トライアングルの田中匡らがいる。
  - かつては劇団「コント集団1.2.3.」に在籍。当時同じく在籍していたメンバーには浜辺のウルフ（元モストデンジャラストリオ）や黒木正浩（ヨーロッパ企画）が居た。その後吉本興業に所属し、藤坂舞とお笑いコンビ「杏」（あんず）を結成。杏として2000年12月2日放送回の爆笑オンエアバトルに出場（この時はオンエアには至らなかった）。なお当時はボケ役を務めていた。
  - 弘兼憲史の著書が好み。
  - ハスキーな声が特徴。
  - 2005年から2006年まで、芸能人女子フットサルチーム「蹴竹G」に在籍していた。

## 来歴
- 2005年に白井宏映（元「しろあん」）と中村のコンビ「中村井」を結成後に沼田由紀子が加入し、トリオとなって「鳳仙花」に改名。
- 2006年1月30日から大阪市中央区のB1角座で、ギネスブックへの申請も視野に入れたという、365日間無休での漫才に挑戦。途中、同年7月30日に白井が結婚のため芸能界を引退し鳳仙花を脱退した（これにより、現在のコンビとなる）ということがあったが、残る二人でその後も無休出演を続け、翌2007年1月28日にこれを達成することが出来た[1]。
- 第28回今宮子供えびすマンザイ新人コンクールで福笑い大賞を受賞。
- つるせんねん、ヒカリゴケ、ピーマンズスタンダード、プリンセス金魚、恋愛小説家と共に合同ライブ「チックタック〜出よ！ヤーングショウチク〜」を行っていた。
- 2009年9月解散。
- 解散後、沼田は元ミルクハットの末岡愛子とベビィリッチを結成。中村は芸能界を引退し、元イアソンの山岡竜馬と結婚。2011年4月16日放送分の『土曜はダメよ!』（読売テレビ）や、2012年10月7日放送分の『新婚さんいらっしゃい!』（ABCテレビ）に夫婦揃って出演した。

## 芸風
- 主に漫才を行う。中村が振りネタをした後、沼田が自分の体形を生かしたボケネタをするという芸がある。
- 中村が沼田を強めに叩いてツッコミを入れることも多い。
- しゃべりは全体的に早めである。

## 出演番組
- 森脇健児のサタデーミーティング （KBS京都・ラジオ） - 松竹芸能若手タレントの第10期として出演
- わらいのちから （ケーブルウエスト）
- 爆笑レッドカーペット （フジテレビ） - キャッチコピーは「大輪の花さかせたる!」
- 新春ゴールデンピンクカーペットSP（フジテレビ、2009年1月1日）キャッチコピーは「大輪の花さかせたる!」
- ネタのジャンル決戦! THEおもしろキング（朝日放送制作・テレビ朝日系、2008年7月4日）
- お笑いメリーゴーランド （TBSテレビ） - 2008年10月16日（第2回）、木下隆行（TKO）、みょーちゃん、マッチポンプと一緒に「TKO木下チーム」のメンバーで出演。
- ジャイケルマクソン （毎日放送）- 吉本国勢調査2008に出演
- しっとこ!（テレビ大阪）-毎週月曜日25時〜放送。2008年10月からMCとしてレギュラー出演